# Twilight Q
Twilight Q (japanska: トワイライトQ, Towairaito Kyū?) är en anime i två avsnitt. Den gavs 1987 ut i Japan som OVA, av Network Frontier (numera Bandai Visual). Regissörerna för de båda avsnitten var Tomomi Mochizuki respektive Mamoru Oshii.

## Handling och stil
När Maymui dyker i havet hittar hon en kamera. Den har en bild på henne och en man som hon aldrig sett. Det visar sig dessutom att kameran är av en modell som ännu inte finns i handeln ...
Serien är snarlik The Twilight Zone, den amerikanska TV-serien från 1960-talet. Detta är både till upplägg och innehåll.

## Produktion och stil
OVA-serien sändes i Japan med start den 5 augusti 1987 på den japanska anime-TV-kanalen Animax.